# Buona Luna
Buona Luna è il trentaquattresimo album del cantautore italiano Gigi Finizio, pubblicato nel giugno 2013.
Il disco contiene otto brani inediti, insieme ad altri successi come Più che posso, Basterebbe e Amore amaro, colonna sonora del film Il principe abusivo di Alessandro Siani.

## Tracce
1. Buona Luna
2. Chissà
3. Adesso
4. Ti amo
5. Aria di neve
6. Ti voglio
7. Inevitabilmente
8. Vita non è
9. Più che posso
10. Basterebbe
11. Amore amaro (live)